# Wunut (Ngombol)
Wunut is een bestuurslaag in het regentschap Purworejo van de provincie Midden-Java, Indonesië. Wunut telt 568 inwoners (volkstelling 2010).